# Vincas Krėvė-Mickevičius
Vincas Krėvė-Mickevičius, właśc. Vincas Mickevičius, pol. Wincenty Mickiewicz (ur. 19 października 1882 w Subortowiczach koło Merecza, zm. 17 lipca 1954 w Broomall w Pensylwanii) – litewski pisarz i filolog, wykładowca na uniwersytetach w Kownie, Wilnie i Pensylwanii, slawista, teoretyk literatury oraz minister spraw zagranicznych i tymczasowy premier Litwy (1940).

## Życiorys

### Wczesna młodość
Urodził się w rodzinie małorolnych chłopów na Wileńszczyźnie, przydomek rodzinny Krėvė dodał do nazwiska w okresie późniejszym. W młodości pragnął zostać księdzem – rozpoczął studia na seminarium duchownym, które jednak przerwał po dwóch latach w 1900 roku. W 1904 roku zapisał się na studia filologiczne na Uniwersytecie Kijowskim, które ukończył jednak we Lwowie, uzyskując w 1908 roku tytuł doktora filologii. Jeszcze w tym samym roku otrzymał Złoty Medal Uniwersytetu św. Włodzimierza za swoją pracę magisterską na temat pochodzenia języków indoeuropejskich.
W 1909 roku wyjechał do Baku, gdzie pracował jako nauczyciel. Trzy lata później miał swój udział w powstaniu lokalnego Uniwersytetu Narodowego, w którym nauczał języków obcych. 2 listopada 1918 roku został mianowany konsulem litewskim w Azerbejdżanie, po likwidacji azerskiej państwowości w 1920 roku powrócił do Kowna, gdzie pracował jako sekretarz komisji podręcznikowej w ministerstwie oświaty.
Po założeniu Uniwersytetu Witolda Wielkiego w Kownie rozpoczął karierę profesora literatury i języków słowiańskich. Od 1925 do 1937 roku był również dziekanem Wydziału Filozofii UWW.

### Aktywność w latach II wojny światowej
Po wejściu na Litwę wojsk sowieckich i utworzeniu proradzieckiego rządu Paleckisa w czerwcu 1940 roku wszedł w jego skład jako wicepremier oraz minister spraw zagranicznych. 24 czerwca 1940 roku awansował na szefa rządu (Paleckis został prezydentem), 30 czerwca wraz z grupą litewskich posłów wziął udział w politycznej pielgrzymce do Moskwy. Po powrocie do Kowna podał się do dymisji, 25 sierpnia 1940 roku został w roli premiera zastąpiony przez polityka KPL Mečysa Gedvilasa. Poświęcił się pracy naukowej – wykładał na Uniwersytecie Wileńskim oraz kierował Litewską Akademią Nauk.
Podczas okupacji niemieckiej (1941–1944) ukrywał się, w obliczu zbliżającej się ku Litwie ofensywie Armii Czerwonej wyjechał na zachód, gdzie przejściowo przebywał w obozie dla dipisów w Glasenbach koło Salzburga, pracując tam jako nauczyciel. Po 1946 wyjechał do Stanów Zjednoczonych, aż do 1953 roku wykładał literaturę i języki słowiańskie na Uniwersytecie w Pensylwanii.

## Krėvė-Mickevičius jako pisarz
Przygodę z pisarstwem rozpoczął w wieku 15 lat, pisał w języku polskim i rosyjskim, dopiero jego dzieła wydane po 1902 roku pisane są w większości językiem litewskim. Inspiracją dla jego twórczości były legendy, mity i tradycje południowego regionu Litwy, z którego pochodził. W 1921 roku ukazał się pierwszy tom jego dzieł zebranych, u progu niepodległości Litwy był już osobą znaną i cenioną w środowisku literackim. Dorobek pisarski Krėvė-Mickevičiusa oprócz dramatów historycznych, zbiorów folkloru litewskiego i powieści, obejmuje również nowele, opowiadania czy baśnie inspirowane kulturą Orientu („Rytų pasakos”, 1930).
Krėvė-Mickevičius wniósł ogromny wkład w rozwój języka litewskiego i jego słownictwa. Był rozważany jako kandydat do literackiej Nagrody Nobla. W miejscowości Subartys znajduje się obecnie muzeum jego imienia, z kolei w Wilnie, w kamienicy w której mieszkał do 1943 roku, istnieje izba pamięci jego imienia.

## Dzieła
- „Šarūnas, Dainavos kunigaikštis” („Šarūnas, książę Dainavy”, 1911)
- „Dainavos šalies senų žmonių padavimai” (1912)
- „Žentas” („Zięć”, 1922)
- „Šiaudinėj pastogėj” („Pod dachem krytym słomą”, 1922)
- „Skirgaila” („Skirgaiło”, 1922)
- „Dainavos krašto liaudies dainos” („Pieśni ludowe z regionu Dainavy”, 1924)
- „Likimo keliais” („Scieżkami losu”, 1926–1929)
- „Rytų pasakos” („Baśnie ze Wschodu”, 1930)
- „Karaliaus Mindaugo mirtis” („Śmierć Króla Mindoga”, 1935)
- „Patarlės ir priežodžiai” (1934-1937)